# Yōrō
Pour les articles homonymes, voir Yoro.
Yōrō (養老町, Yōrō-chō) est un bourg du district de Yōrō, dans la préfecture de Gifu, au Japon.

## Géographie

### Situation
Yōrō est situé dans le sud-ouest de la préfecture de Gifu, au pied du mont Yōrō.

### Démographie
Au 1er mai 2015, la population d'Yōrō s'élevait à 29 599 habitants répartis sur une superficie de 72,29 km2.

## Jumelage
- Bad Soden am Taunus (Allemagne) depuis 2004[1]